# Ombrosaga boettcheri
Ombrosaga boettcheri là một loài bọ cánh cứng trong họ Cerambycidae.